# Jenny Durkanová
Jenny Durkanová (* 19. května 1958 Seattle) je americká politička, členka Demokratické strany a primátorka Seattlu, největšího města státu Washington.
Je jednou ze sedmi dětí. Její otec Martin Durkan byl členem senátu Washingtonu a v letech 1968 a 1972 kandidátem na guvernéra Washingtonu, ale nebyl úspěšný v demokratických primárkách. Matka Lorraine Durkanová byla výkonnou redaktorkou Ballard News. [50] Mezi její sourozence patří fotograf Tim Durkan a bývalá zpravodajka NBC News Kathleen Durkan. Studovala na Právnické fakultě Washingtonské univerzity a University of Notre Dame. Je lesba. Její partnerkou je Dana Garvey, se kterou žije v Seattlu a má dva syny.